# 23809 Haswell
23809 Haswell è un asteroide della fascia principale. Scoperto nel 1998, presenta un'orbita caratterizzata da un semiasse maggiore pari a 2,4083371 UA e da un'eccentricità di 0,1083544, inclinata di 6,89905° rispetto all'eclittica.